# Richard van Amiens
Richard van Amiens (overl. na 825) was een Frankische edelman.

## Levensloop
Volgens de Franse genealoog Christian Settipani was hij een kleinzoon van Hieronymus, een buitenechtelijke zoon van Karel Martel. Dit zou betekenen van het lid was van het karolingische huis, die in zijn tijd over het Frankische rijk heerste. Hij wordt van 801 tot 825 vermeld. In een van de stukken wordt hij graaf van Amiens genoemd. Mogelijk was hij de vader van Bivinus of Boso van Metz, de grootvader van Lodewijk de Blinde.

## Nakomelingen
Hij had mogelijk de volgende kinderen:
1. Richard, vermeld van 834 tot 839.
2. Bivinus van Metz, graaf van de Ardennen (overl. tussen 865 en 869).